# Andreas Ascharin

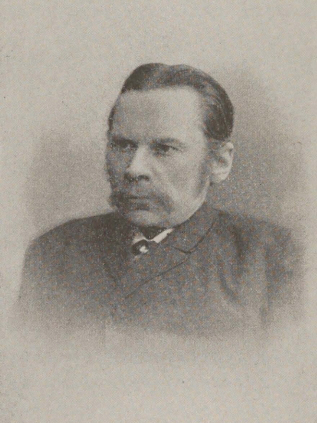
Andreas Ascharin

Andreas Ascharin (auch russisch Андрей Александрович Ашарин/Andrei Alexandrowitsch Ascharin; wiss. Transliteration Andrej Aleksandrovič Ašarin; * 12. Junijul. / 24. Juni 1843greg. in Pernau, Gouvernement Livland; † 12. Dezemberjul. / 24. Dezember 1896greg. in Riga) war ein baltisch-russischer Schriftsteller, Pädagoge und Übersetzer. Er war ferner als Schachspieler bekannt.

## Biografie
Ascharins Vater war Russe, seine Mutter gehörte einer deutschbaltischen Familie an. Nach dem Besuch des Gymnasiums in Dorpat studierte er an der Kaiserlichen Universität Dorpat Jura; nach anderen Angaben belegte er von 1865 bis 1874 erst Mathematik und danach Jura. Zwischen 1875 und 1879 lebte er in der russischen Hauptstadt und schrieb als Journalist für die Sankt Petersburger Zeitung und den St. Petersburger Herold. Im Jahr 1879 übersiedelte er dann nach Riga und war Deutschlehrer am Alexander- und Lomonossow-Gymnasium. Auch in der späteren Zeit blieb Ascharin vielseitig publizistisch tätig.